# Il becco giallo
Il becco giallo (littéralement, « Le Bec jaune ») est un journal satirique italien fondé en 1924 et l'un des plus connus des années 1920, notamment pour son antifascisme. Contraint à l'exil par le régime fasciste en 1926, il paraît de nouveau en France de 1927 à 1931.

## Histoire
Il becco giallo est fondé par Alberto Giannini en 1924 ; le premier numéro paraît en janvier. L'éditorial du premier numéro témoigne bien de son engagement antifasciste :

« [...] appoggiamo [...] con tutte le nostre energie l’opposizione la quale, al regime fascista di dittatoriale violenza che ha invertito tutti i valori morali e col terrorismo ha asservito l’Italia ad una banda di predoni, resiste eroicamente sfidando ogni giorno le più brutali aggressioni e lotta per la libertà soppressa, per la millenaria giustizia italiana conculcata, per la riconquista delle guarentigie costituzionali, per ridare prestigio all’Italia nel mondo. »

L'une des cibles favorites du titre est l'écrivain et dramaturge italien Luigi Pirandello, en raison de son admiration pour le fascisme de Benito Mussolini. Il becco giallo, par son engagement politique, est l'un des plus célèbres titres satiriques des années 1920.
En janvier 1926, le titre disparaît lorsque le régime fasciste de Mussolini force Alberto Giannini à l'exil ; il trouve refuge en France,,.
Il becco giallo paraît à nouveau à Paris à compter d'août 1927 et jusqu'en août 1931, sous l'impulsion d'Alberto Giannini et Alberto Cianca ; des exemplaires sont clandestinement introduits et diffusés en Italie,.